# 지미 아킹볼라
지미 아킹볼라(Jimmy Akingbola, 1978년 ~ )는 잉글랜드의 배우이다. 미국 드라마 《애로우: 어둠의 기사》 4시즌에서 라이터 남작 역으로 출연했다.

## 출연 작품
- 풀 드레스 (2018)
- 히어로 (2017)
- 고스트 워 (2016)
- 블러드 셀스 (2014)
- 홀비 블루 (2007)